# バイオグラフィー (テレビ番組)
『バイオグラフィー』（Biography）は、1960年代にアメリカ合衆国のテレビプロデューサーのデビッド・L・ウォルパーによって始められ、1987年以降A&Eネットワークスによって所有されている、伝記的な番組。

## 概要
毎回、ひとりの著名な人物に焦点を当て、ナレーション、インタビュー、写真、映像などを用いてその人物の生涯を描く。
古代の人物から現代の存命中の人物まで幅広く取り上げられている。
この番組の歴史については、英語版の記事 en:Biography (TV program)を熟読のこと。
番組構成
通常、番組はナビゲーターの人物紹介から始まっていた。ナビゲーターの簡単な人物紹介が終わると本編VTRに入る。ただし、例外的にナビゲーターによるコメントが一切挿入されていない回もあり、その場合には本編VTRから始まっていた。
本編VTRでは基本的には写真や映像に、歴史的な資料をもとにしたナレーションが付けられ、それに考古学者や歴史学者、作家など（存命人物の場合には本人や友人などを含む）のコメント映像が随時入るという形をとる。
本編VTR終了後にナビゲーターのコメントが入る。
日本の提供チャネル、日本語版
日本ではヒストリーチャンネル内の番組となっている。日本語版のナビゲーターは小林完吾や黒鉄ヒロシなどが担当した。